# Mildenhall Town FC
Mildenhall Town FC is een voetbalclub uit Engeland, die in 1898 is opgericht en afkomstig uit  Mildenhall (Suffolk). De club speelt anno 2020 bij Eastern Counties Football League.

## Erelijst
- Eastern Counties League Premier Division : 2016-2017
- Eastern Counties League Cup : 2015-2016, 2016-2017
- Cambridgeshire Invitation Cup : 1995-1996, 2009-2010, 2010-2011
- Soffolk Junior Cup : 1899-1900

## Bekende (ex-)spelers
- Simon Charlton